# 布加
布加是位于哥伦比亚考卡山谷省中部的一座中型城市。